# Lenindenkmale auf dem Territorium der ehemaligen DDR
Die nachfolgende Liste der Lenindenkmale auf dem Territorium der ehemaligen DDR enthält die (bisher) bekannten Denkmale und Gedenktafeln zu Ehren von Wladimir Iljitsch Lenin und Angaben über ihren Verbleib. Sie ist nach den seit 1991 geltenden Bundesländern im Osten Deutschlands aufgeteilt und nach Orten, Datum und Bildhauer sortierbar. Nur Gedenktafeln, die einen direkten Zusammenhang mit Lenins Leben herstellen, sind hier genannt. Nicht aufgeführt werden Büsten, Skulpturen oder Reliefs zu Ehren von Lenin, die vor oder in Schulen, Fabriken, LPGs usw. aufgestellt wurden oder als Exponate in Museumsräumen stehen.
Die Abkürzungen in der ersten Spalte bedeuten BL= Bundesland mit BE=Berlin, BB=Brandenburg, MV=Mecklenburg-Vorpommern, SN=Sachsen, ST=Sachsen-Anhalt und TH=Thüringen.

## Übersicht
Die Tabelle ist sortierbar nach Bundesländern, dem Datum der Aufstellung und dem zuerst genannten Bildhauer.
| BL | Ort, ggf. Adresse | wann aufgestellt wann entfernt | Bild                              | technische Angaben Material, Größe der Figur, Podesthöhe u. a.                                                  | Bildhauer                                                     | Erläuterungen |
| -- | --- | ------------------------------ | --------------------------------- | --- | ------------------------------------------------------------- | --- |
| BE | Berlin-Friedrichshain, Platz der Vereinten Nationen (ehemals Leninplatz)                                                                  | 1970 1992                      |                                   | roter Granit aus der Ukraine, 19 m hohe Statue auf Rundsockel                                                   | Nikolai Tomski                                                | abgebaut, zerlegt, eingegraben und durch Brunnenanlage aus Findlingen ersetzt. Der Kopf wurde jedoch 2017 wieder ausgegraben und als ständiges Exponat in die Freiluftausstellung auf der Zitadelle Spandau verbracht. |
| BE | Berlin-Friedrichshain, Frankfurter Allee 102 Ecke Jessnerstraße                                                                           | vor 1981 (vorhanden)           | Foto von 2012                     | Gedenktafel mit Porträt                                                                                         |                                                               | Aufenthaltsort Lenins 1895. Er hatte hier Kontakte mit Vertretern des SPD-Reichstagswahlkreises Niederbarnim, verfasste unter anderem auch einen Nachruf auf den gerade verstorbenen Friedrich Engels. |
| BE | Berlin-Mitte, im Ehrenhof der heutigen russischen Botschaft Unter den Linden                                                              | 1970er 1997                    | Die Büste im Ehrenhof, Juni 2015. | Marmorbüste |                                                               | 1997 in den Innenhof des Botschaftsgeländes versetzt |
| BE | Berlin-Mitte, Russisches Haus der Wissenschaft und Kultur früher: Haus der Sowjetischen Kultur und Wissenschaften                         | 1984                           |                                   | Marmorstatue |                                                               | Denkmal im Treppenhaus des Gebäudes, der Verbleib des Denkmals nach 1990 ist ungeklärt. Auf Bildaufnahmen des Institutes ist das Denkmal noch gut erkennbar |
| BE | Berlin-Mitte, an der Außenwand des Schwimmbads der russischen Botschaft in der Behrenstraße                                               | vor 1989 2011                  | Foto von 2006                     | Bronzerelief |                                                               | demontiert |
| BE | Berlin-Mitte, Unter den Linden, Alte Bibliothek                                                                                           | vor 1981 1990                  | Foto von 1970                     | Gedenktafel |                                                               | Studienaufenthalt Lenins 1895, im Innern zu DDR-Zeiten Leninsaal |
| BE | Berlin-Neukölln, Nobelstraße 66 |                                |                                   | Bronzestatue |                                                               | Herkunft unbekannt – stand bis 2016 in der Köpenicker Straße (Kreuzberg) auf dem Hof eines Umzugunternehmers, nun auf dem Parkplatz am neuen Standort des Unternehmens |
| BB | Eberswalde auf dem Gelände einer Kaserne der Sowjetarmee                                                                                  | 1975                           |                                   | Statue |                                                               | seit 2013 am Luftfahrtmuseum Finowfurt |
| BB | Eggersdorf | 1970 1992                      |                                   | Gedenkstein mit Relief                                                                                          |                                                               | |
| BB | Falkensee, am Beginn der Stalinallee (seit 1961 Hansastraße)                                                                              | 1955 1990                      |                                   | Büste | Kurt Zobel                                                    | 1990 in den Hof des Heimatmuseums verbracht |
| BB | Finsterwalde |                                |                                   | Gedenkstein mit Relief                                                                                          |                                                               | erhalten (Stand 2014) |
| BB | Fürstenberg/Havel, Steinförder Straße (Gelände der GSSD)                                                                                  |                                |                                   | Statue |                                                               | stark verwittert erhalten (Stand: 2013) |
| BB | Fürstenberg/Havel, Kirschenallee (Gelände der Sowjetarmee)                                                                                |                                |                                   | Büste |                                                               | stark verwittert erhalten – inzwischen ohne Sockel |
| BB | Glienicke/Nordbahn |                                |                                   | Gemauerter Sockel mit Kopfplastik am Leninplatz an der Ecke Leninstraße (jetzt Hauptstraße) mit Lessingstraße   |                                                               | Im Jahr 1990 entfernt. |
| BB | Lönnewitzer Forst |                                |                                   | Fahnenmonument mit Leninprofil                                                                                  |                                                               | Ehemaliger Sowjetflugplatz Oleg Antonow. Im Gebüsch erhalten (Stand: 2012) |
| BB | Marzahna, Schulweg |                                |                                   | Gedenkstein |                                                               | |
| BB | Neuruppin | 1967                           |                                   | Statue | Stepanour                                                     | |
| BB | Potsdam, Hegelallee, ehemaliges Haus der sowjetischen Offiziere                                                                           | 1970 2004                      | Foto von 1990                     | Statue |                                                               | Kopie des Lenindenkmals von Matwei Maniser in Uljanowsk, Die Statue wurde 2004 provisorisch abmontiert und verschwand im April 2018 unter ungeklärten Umständen vom Privatgrundstück, auf dem es sich befand. Angeblich soll das 500 Kilo schwere Denkmal unbemerkt gestohlen worden sein. |
| BB | Rüdersdorf bei Berlin zwischen Kulturhaus und Autobahn (Lage)                                                                             | 1970                           | Foto von 2022                     | Gedenkstein mit Relief                                                                                          |                                                               | erhalten (Stand April 2022). |
| BB | Strausberg, Marktplatz (ehemals Leninplatz)                                                                                               | vor 1973 (vorhanden)           |                                   | Büste |                                                               | Nach der Wende ursprünglich ins Heimatmuseum August-Bebel-Straße verbracht. Im Mai 2015 von Mitgliedern der Ifa-Freunde Trebus aus Strausberg in den eigenen Ort umgesetzt. |
| BB | Wittstock/Dosse, auf dem Freigelände des früheren Fliegerhorstes, der zwischen 1945 und 1994 der Sowjetarmee als Militärflugplatz diente. | vor 1973 (vorhanden)           |                                   | Statue, vermutlich Sandstein                                                                                    |                                                               | Noch in den 2010er Jahren erhalten und öffentlich zugängig |
| BB | Wünsdorf, Hauptallee (Gelände des ehemaligen Oberkommandos der GSSD)                                                                      | 1970                           |                                   | Statue auf hohem mit dunkelroten Granitplatten gerundeten Podest Der Granit soll aus der Reichskanzlei stammen. | Wladimir Gontscharow                                          | erhalten (Stand: 2015) Objekt steht unter Denkmalschutz |
| BB | Wünsdorf, Zehrensdorfer Straße (Gelände des ehemaligen Oberkommandos der GSSD)                                                            |                                |                                   | Statue |                                                               | erhalten (Stand: 2015) |
| MV | Barth, Leninheim | vor 1973 (vorhanden)           |                                   | Gedenktafel mit Kopfrelief                                                                                      |                                                               | |
| MV | Sassnitz, Hauptstraße (ehemals Leninstraße) vor dem Seemannsheim (jetzt Kurhotel)                                                         | 1985                           |                                   | Gedenkstein |                                                               | an die Hafenbrücke umgesetzt; erhalten |
| MV | Schwerin, Hamburger Allee (ehemals Leninallee)                                                                                            | 1985                           | im Jahr 2007                      | Statue | Jaak Soans, estnischer Bildhauer                              | erhalten (Stand 2013). Dem Denkmal wurde inzwischen eine erklärende Tafel hinzugefügt. Debatte um Entfernung (Stand August 2014) |
| MV | Stralsund, Bahnhofsgebäude | vor 1973 (vorhanden)           |                                   | Gedenktafel mit Kopfrelief                                                                                      |                                                               | |
| SN | Bischofswerda, Hauptgebäude Garnison | 1970 1999                      |                                   | |                                                               | eingelagert |
| SN | Dresden, Wiener Platz (ehemaliger Leninplatz)                                                                                             | 1974 1992                      | Figurengruppe in Dresden; 1991    | Figurengruppe mit zwei begleitenden Arbeiterfiguren                                                             | Grigorij Jastrebenetzki                                       | Monument von Hans Modrow eingeweiht. Der Künstler Rudolf Herz präsentierte die Büsten des demontierten Ensembles 2004 im Rahmen seiner Aktion Lenin on Tour nochmals in Dresden, im Jahr 2009 auch vor dem Kölner Dom. |
| SN | Gröditz, Vor dem Rathaus | vor 1979 (vorhanden)           |                                   | Statue |                                                               | |
| SN | Leipzig, Alte Messe (Sowjetischer Pavillon)                                                                                               | 1950                           |                                   | Büste |                                                               | 1993 an Privatperson nach Thüringen, 2003 anlässlich der Filmpremiere von Good Bye, Lenin! vor dem Leipziger Kino Cinestar platziert, 2012 ins DDR-Museum Burg (Spreewald). Das Museum schloss im Jahr 2019, sodass die Büste zum DDR-Museum in Pirna gebracht wurde. |
| SN | Leipzig, Steinstraße 28 | vor 1955 (demontiert)          | Foto von 1955                     | Gedenktafel mit Kopfrelief                                                                                      |                                                               | häufiger Aufenthaltsort Lenins 1912–1914 |
| SN | Leipzig, Rosa-Luxemburg-Straße 19–21 | vor 1955 (demontiert)          | Foto von 1955                     | Gedenktafel mit Kopfrelief                                                                                      |                                                               | Aufenthaltsort Lenins 1912 |
| SN | Leipzig, Karl-Liebknecht-Straße | vor 1955 (demontiert)          | Foto von 1955                     | Gedenktafel mit Kopfrelief                                                                                      |                                                               | Aufenthaltsort Lenins 1912 |
| SN | Leipzig, Kurt-Eisner-Straße | vor 1969 (demontiert)          | Foto von 1969                     | Gedenktafel |                                                               | Aufenthaltsort Lenins 1908 |
| SN | Riesa, auf dem Rathausplatz (ehemals Leninplatz)                                                                                          | 1971 1992                      | Foto von 2021                     | 3,5 Meter hohe bronzene Statue                                                                                  |                                                               | auf einen Platz vor den Ehrenhain für sowjetische Kriegstote umgesetzt, im Jahr 2012 wurde öffentlich darüber gestritten, das Denkmal abzureißen und zu verkaufen oder es stehen zu lassen. Die Stadtverwaltung hat den Verbleib beschlossen. Inzwischen wurde daneben eine Informationstafel angebracht. Der Bestand des Denkmals ist gesichert, da es sich auf einer sowjetischen Kriegsgräberstätte befindet und vom deutsch-russischen Abkommen über Kriegsgräberfürsorge geschützt ist. |
| ST | Burg (bei Magdeburg) | ?                              |                                   | Bronze-Büste auf weißem quaderförmigem Sockel                                                                   |                                                               | Die Leninbüste war bei einer E-Bay-Versteigerung im Januar 2014 auf einer Bildpostkarte aus DDR-Zeiten zu sehen. |
| ST | Lutherstadt Eisleben | 1948 1991                      | Foto von 1991                     | Statue | Matwei Maniser                                                | 1929 in Puschkin errichtet, kam 1943 nach Deutschland; im Jahr 1948 noch in der SBZ aufgestellt; im Jahr 1991 in das Deutsche Historische Museum Berlin umgesetzt. |
| ST | Gröbzig, Marktplatz | um 1977                        |                                   | Büste auf Sandsteinsockel                                                                                       | Robert Propf                                                  | 1989 mit Farbe beschmiert, dann demontiert und eingelagert, Platz durch Kreisverkehr und Linde ersetzt |
| ST | Halle (Saale), Pestalozzipark | 1970                           | Zustand 2016                      | Gedenkstein mit Kopfrelief                                                                                      | Pumpenwerke Halle                                             | erhalten – im Jahr 2018 wurde der Stern mit Lenins Porträt, der auf der Spitze des Denkmals stand, entwendet |
| ST | Halle (Saale), Lerchenfeldstraße 14 (Stadtmuseum)                                                                                         | 1929                           |                                   | Bronzemaske | Erich Will und Martin Knauthe                                 | erhalten, älteste Leningedenkstätte Deutschlands. 1929 im ehemaligen Schützenhaus der Glauchaer Schützengesellschaft errichtete, stilisierte Bronzemaske Lenins mit Hammer und Sichel an Backsteinpfeiler im Treppenhaus. 1933 zerstört, 1968 rekonstruiert. Heute noch erhalten. |
| ST | Halle-Neustadt, nahe Bruchsee | 1970 um 1995 (?)               | Foto von 1991                     | Büste | K. S. Bojarski                                                | eingelagert (Grünflächenamt) – an dem ungefähren Standort befindet sich seit 2001 die Installation Stelen Trio der Künstlerin Cornelia Felsch |
| ST | Hillersleben, Leninplatz (Kasernenstadt)                                                                                                  |                                |                                   | Statue |                                                               | Vom Sockel gestürzt |
| ST | Merseburg, Weißenfelser Straße (ehemals Ernst-Thälmann-Straße) am Ufer des Gotthardteichs                                                 | 20. Juni 1971 12. Oktober 1991 | Foto von 1991                     | Statue | M. F. Baburin, G. P. Lewizkaja, J. I. Kuturew, Gerhard Berndt | Kopie eines 1967 in Ufa aufgestellten Denkmals. Im Oktober 1991 in einem Hangar auf dem ehemaligen Militärflugplatz gelagert, 1997 verkauft an einen Unternehmer aus dem niederländischen Dorf Tjuchem der Gemeinde Slochteren. |
| ST | Naumburg (Saale), Theaterplatz | 1969                           |                                   | Statue |                                                               | vor dem Gebäude der ehemaligen SED-Kreisleitung, demontiert |
| ST | Stendal, Nachtigalplatz (ehemals Leninplatz)                                                                                              | 1969 1991                      | Foto von 1991                     | Statue |                                                               | von der Sowjetarmee als Geschenk zum 20. Jahrestag der DDR übergeben und zeitgleich Platz in Leninplatz umbenannt; die Vollkörper-Bronzestatue am 6. November 1977 durch Oberkörper-Steinstatue ersetzt; am 17. September 1991 demontiert und in einem Depot eingelagert – mittlerweile am Landesfeuerwehrmuseum aufgestellt |
| ST | Teutschenthal, Straße der Einheit Ecke Köchstedter Straße                                                                                 | 1970                           |                                   | Büste in Gedenkanlage                                                                                           |                                                               | laut Inschrift anlässlich des 100. Geburtstags errichtet; nach 1989 abgebaut, Verbleib ungeklärt – die Gedenkanlage („Leninhain“) 1993 als Bergbaugedenkstätte neu gestaltet |
| ST | Weißenfels, Leninstraße (heute Leopold-Kell-Straße)                                                                                       | 19. April 1970                 |                                   | 82 cm hohe Büste auf 72 cm hohem Sockel in Gedenkanlage                                                         | Kurt Schulze                                                  | anlässlich des 100. Geburtstags errichtet; nach der Wende mit weißer Farbe überschüttet, gereinigt, im Museum im Stadtmuseum (Schloss Neu-Augustusburg) eingelagert |
| ST | Weißenfels, Russenkaserne | vor 1975                       |                                   | „groß“ |                                                               | 1975 verunstaltet und dann restauriert; weiterer Verbleib unklar, eventuell im Stadtmuseum Weißenfels, wo es mehrere Leninbüsten gibt |
| ST | Zeitz-Ost, Karl-Marx-Straße 31 | vor 1984 (vorhanden)           |                                   | Büste |                                                               | Büste auf Sockel, dahinter rahmende Wand |
| TH | Gera, Friedrich-Engels-Straße | 1971                           |                                   | Statue | Gerhard Thieme                                                | umgesetzt zum Hofgut Gera-Untermhaus, Mohrenplatz. Erhalten (Stand: 2015). |
| TH | Hellingen | 1970                           |                                   | Reliefwand |                                                               | Zum 100. Geburtstag (1870–1970). Inschrift Lernen Lernen Nochmals Lernen. |
| TH | Königsee | 1951                           |                                   | Statue | Johannes Friedrich Rogge                                      | erstes in der DDR entstandenes Lenindenkmal |
| TH | Nohra, Militärgelände Nohra-Süd |                                |                                   | Statue |                                                               | Erhalten. Wurde zwischen 2008-2010 komplett renoviert. |
| TH | Weimar, Haus der (sowjetischen) Offiziere                                                                                                 | 1979 1992                      |                                   | Büste | Johannes Friedrich Rogge                                      | Geschenk der Stadt Weimar zum 30. Jahrestag der DDR, seit 1992 im Stadtmuseum |